# Looping (1980)
Looping ist ein 1980 gedrehter deutscher Spielfilm von Walter Bockmayer und Rolf Bührmann mit Hans Christian Blech und Shelley Winters in den Hauptrollen eines alternden Schaustellerpaares.

## Handlung
„Treten Sie näher, treten Sie ein!“, ruft ein Schaubudenbesitzer und führt den Zuschauer in die Welt der Schausteller ein, in der jeder Tag ein Kampf ums wirtschaftliche Überleben, um die nackte Existenz, ist. So mancher von den Fahrensleuten birgt ein Geheimnis; der Alte, der sich nach einem jungen Ding verzehrt ebenso wie der Losverkäufer, der eine trinkende Gattin und eine lasterhafte Tochter daheim durchzufüttern hat. Im Zentrum dieser Welt der lärmenden und bisweilen auch kakophonen Töne steht ein in die Jahre gekommenes Schaustellerpaar. Er, das ist der stumpf stierende Johnny, der die ebenso füllige wie resolute Carmen an seiner Seite weiß und längst einer anderen Maid, der knackig-jungen Tanja, hinterhechelt. Das alte Gespann betreibt eine Jahrmarktsbude, die mehr schlecht als recht läuft – genau wie ihre Ehe. Mit ihrer „Show International“ wie die Klitsche euphemistisch heißt, zieht das entfremdete Ehepaar von Rummelplatz zu Rummelplatz. Während Johnny sich gedanklich längst im Leben Tanjas verankert sieht, will Carmen (noch) nicht aufgeben: sie träumt davon, ein Fahrgeschäft groß aufzuziehen und glaubt, dass, wenn dies laufen würde, auch ihre Ehe noch einmal in Schwung käme.
Die bisherige Attraktion des Rummels war die Diseuse Inga, die von Tanja, dem lasziven Biest, das bessere Einnahmen verspricht, eiskalt ersetzt wird. Die junge Frau ist es, die Schwung ins triste Leben Johnnys zu bringen scheint. Als Stripperin lässt sie die Hormone der männlichen Besucher hoch kochen, auch die des alten und sexuell längst enthaltsamen Johnny. Seine Carmen weiß von der Gefahr, die hinter Tanjas aufreizendem Becken- und Hüftschwung lauert und weist das kleine Flittchen in seine Schranken, was Johnny wiederum zur Flasche greifen lässt. Carmen möchte jetzt, wo Tanja die von dem Schausteller-Kollegen Capone für eine Saison angemietete Autoscooter-Anlage bestrippt, sich und Johnny einen Lebenstraum erfüllen: Sie beide sparen auf eine besondere Attraktion, den Looping. Durch die blank ziehende Tanja, die sich als „verfolgte Unschuld“ von den Scooterfahrern über den Fahrboden jagen lässt, während der Alte sie in einem lächerlichen Superman-Kostüm jedes Mal zu retten hat, soll die Kasse klingeln. Das Ganze ist ziemlich lächerlich und entwürdigend, aber immerhin bringen Tanjas Auftritte bei vollem Körpereinsatz endlich einmal wieder ordentliche Einnahmen in Johnnys und Carmens Geldbeutel, was den Alten abends beim Geldzählen wenigstens etwas ablenkt.
Die ausgebootete Inga trägt sich derweil mit Rachegedanken: War nicht Johnny einst, als er jünger war und des Nachts im Bett seiner Carmen noch keine Märchen erzählte, auf ihre Mutter scharf wie jetzt auf die strippende Tanja? Und hat Carmen, damals als Kunstschützin unterwegs, daraufhin nicht diese Mutter eiskalt getötet? Ein bedauerlicher „Unfall“ natürlich, wie man versicherte. Der Todesschuss nichts weiter als ein als Kunstfehler, ein tragisches Missgeschick. Während Carmen und Johnny die Einweihungskurven auf ihrem neuen, teuren Looping-Gerät fahren und Tanja zum letzten Mal gequält lächelt, da sie Johnny noch einmal sexuell eingeheizt hatte, schießt Inga den beiden Alten kaltlächelnd in die Stirn.

## Produktionsnotizen
Looping, auch bekannt unter dem Langtitel Looping – Der lange Traum vom großen Glück, entstand im Sommer/Herbst 1980 und wurde am 29. April 1981 in Kölns Theater am Rudolfplatz uraufgeführt.
Die Ausstattung besorgte Tabea Blumenschein. Für 1950er-Jahre-Star Adrian Hoven war dies seine letzte Filmrolle.

## Auszeichnungen
Jeweils ein Filmband in Gold ging an
- die Regisseur Bockmayer und Bührmann
- an die Schauspielerin Ingrid Caven
- Nominierung für Hans Christian Blech

Ein Filmband in Silber ging an
- Looping in der Kategorie „Bester Spielfilm“

## Kritiken
„Bockmayer, der einen so anrührend schönen Film wie ‚Flammende Herzen‘ gedreht und am Kölner Theater mit großer Verve und Aufrichtigkeit das Asozialen-Drama ‚Kiez‘ von Peter Greiner inszeniert hat, ist in ‚Looping‘ jedenfalls ganz schön ins Schleudern gekommen und ständig auf seifigem Kitsch ausgerutscht. Bisher ging Bockmayer mit dem Kitsch sorgsam wie mit einem Frühbeet um: Dem entwuchsen dann die bizarrsten und zartesten Pflanzen der Hoffnungen und der wuchernden Wunschträume. […] Statt jedoch die Trivialität dort zu suchen, hat er sie dem Jahrmarkt aufgepfropft. Der Film ‚Looping‘ bringt keinen Groschenroman wirklich zum Reden, sondern geht mit der Wirklichkeit herablassend wie ein Groschenroman um. Die Schauspieler stellen das fahrende Gewerbe der Schausteller so dar, wie gesetztere Herrschaften bei Scharaden Greise und Greisinnen spielen: Sie übertreiben schamlos und maßlos, aus Angst, man würde sonst die Nähe zwischen Dargestelltem und Darsteller ahnen können. So also machen sich Bockmayer und sein Team über Glück und Leid der Schaubudenleute her: Sie volkstümeln sie in Grund und Boden, sie verhökern sie als dumpf-gesundes Volksempfinden.“

„‚Looping‘ von Walter Bockmayer und Rolf Bührmann fängt vielversprechend an: mit einer sehr schönen langen Kamerafahrt durch ein nächtliches Rummelplatz-Areal. Eine offenbar betrunkene Frau taumelt an den Schießbuden, Autoscootern, Geisterbahnen und sonstigen Attraktionen vorbei. Da besitzt ‚Looping‘ eine Atmosphäre, die auf ein großes Melodram hoffen läßt. Doch bald schon erweist sich, daß die sonst so phantasievollen Kölner Filmemacher Bockmayer und Bührmann … nicht recht wußten, ob sie denn nun wirklich ein. Melodram machen wollten oder nur eine Parodie auf die unzählige Male erzählte Geschichte vom Hahnrei und der femme fatale. Hans-Christian Blech spielt den alternden Schausteller Johnny mit ungebrochener Ernsthaftigkeit, während Sydne Rome (als vamphafte Tanja) aus einem schlechten Comic-Strip entlaufen scheint. Der Film, lieblos geschrieben und mit den allerplattesten, denkbar umständlichsten Dialogen versehen von Peter Märthesheimer und Pea Fröhlich, findet nie zu einem Rhythmus, einem Erzählton, der ein Interesse am Milieu und den Figuren erkennen, läßt. Zusammenhanglos stehen Miniatur-Grotesken (Jürgen Flimm, Peter Schlesinger) neben Striptease-Einlagen und dramatischen Auftritten von Blech, seiner eifersüchtigen Ehefrau Shelley Winters (die seltsam blaß bleibt), der augenrollenden Sydne Rome und der unsäglichen Ingrid Caven. Die bereitet der Geschichte ein ebenso blutiges wie grobschlächtig motiviertes Ende.“

„Ein alterndes Schausteller-Ehepaar, dem jedes Mittel recht ist, um seinen Traum von einem Motorrad-Looping zu verwirklichen, wird von seinem Schützling, einer jungen Frau, die einer Stripperin wegen beiseite geschoben wurde, bei der Premierenfahrt mit dem Looping erschossen. Äußerlich aufwendiges, aber blutleeres, dramaturgisch dünnes Drama; grell inszeniert und mit zu lauter Musik unterlegt.“